# Dimorphostylis subaculeata
Dimorphostylis subaculeata är en kräftdjursart som beskrevs av Hale 1945. Dimorphostylis subaculeata ingår i släktet Dimorphostylis och familjen Diastylidae. Inga underarter finns listade i Catalogue of Life.